# Chullo

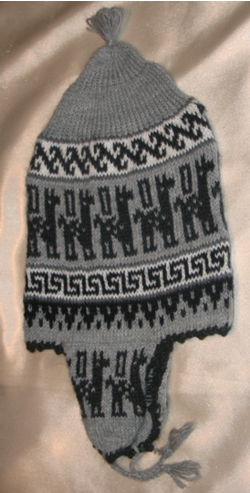
Traditionelle Chullo

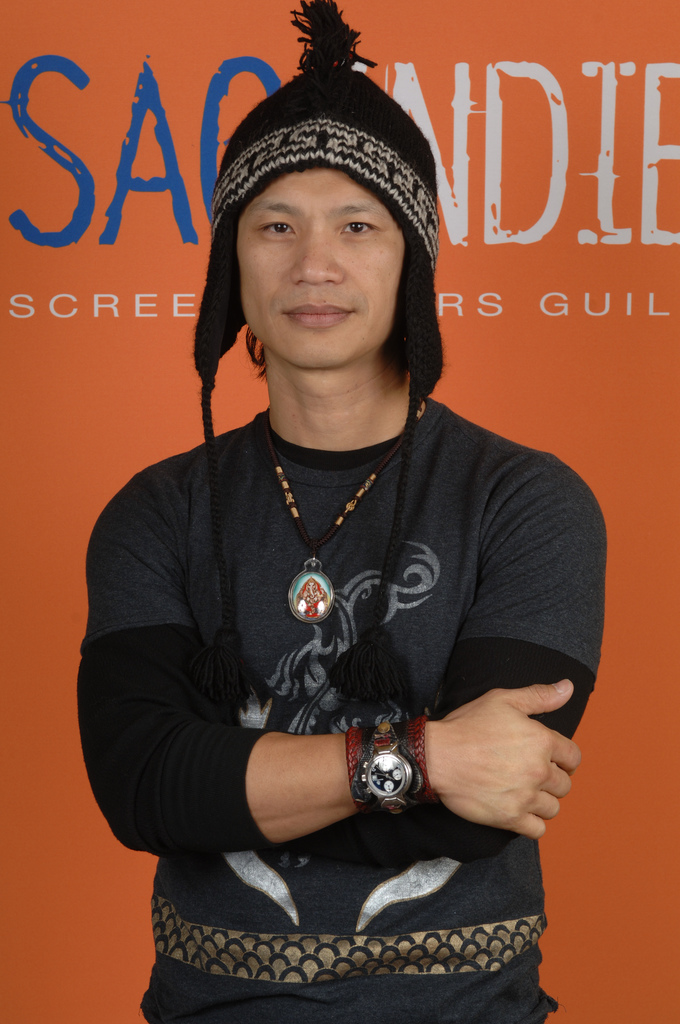
Dustin Nguyen mit Chullo beim Sundance Film Festival (2007)

Eine Chullo (spanisch ˈtʃuʎo, von aymaranisch ch'ullu) ist eine gestrickte Ohrenklappenmütze. Sie ist auch unter der Bezeichnung Inka-, Indio- oder Ohrenklappenmütze bekannt.
Ursprünglich war die Chullo seit präkolumbischer Zeit Teil der traditionellen Männerkleidung in der Andenregion und gab über Form und Muster Informationen zum gesellschaftlichen Status des Trägers. Sie verbreitete sich im letzten Viertel des 20. Jahrhunderts zunächst als Reiseandenken oder über Dritte-Welt-Läden auch in der westlichen Welt. Dort war sie anfangs in linksalternativen Kreisen als Teil der Ethical Fashion beliebt und wurde auch fast nur von Frauen getragen. Die Mützenform wurde bald aber auch vom Mainstream aufgenommen und oft in Stil und Material variiert. Während die Originale aus Wolle von Lama, Alpaka oder Schaf gestrickt sind, kommen bei maschinell gestrickten oder gewirkten Chullos auch Kunstfasern zur Verwendung. Zur Erhöhung des Wärmeschutzes wird oft ein Futter aus Fleece eingenäht, bei Mützen aus eher kratzigen Naturfasern erfolgt dies auch zur Steigerung des Tragekomforts. Futter oder Applikationen aus Kunst- bzw. Echtpelz lassen Mischformen zur Uschanka entstehen. Ab den 1990er Jahren wird die Chullo auch in den Industriestaaten verstärkt von Männern getragen.